# Dawa, Panjin
Dawa, även känt som Tawa, är ett härad som lyder under Panjins stad på prefekturnivå i Liaoning-provinsen i nordöstra Kina.